# باغیرلای
باغیرلای (به قزاقی: Bagyrlai) یک رود در قزاقستان است که در استان قزاقستان غربی واقع شده‌است.